# Pholcus songi
Pholcus songi is een spinnensoort uit de familie trilspinnen (Pholcidae). De soort komt voor in China.